# Rondon
Rondon este un oraș în Paraná (PR), Brazilia.